# Дефазировка

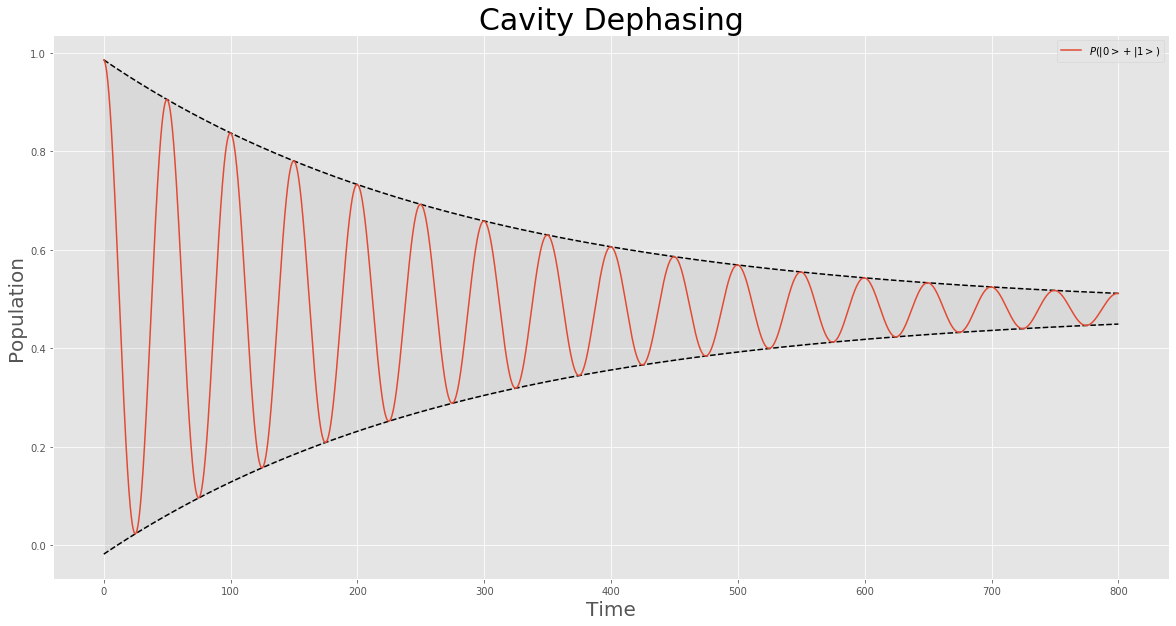
Потери когерентности в полости из-за дефазировки.

В физике дефазировка — это механизм, восстанавливающий классическое поведение квантовой системы. Она относится к способам, которыми когерентность вызванная возмущением со временем затухает, и система возвращается в состояние до возмущения. Это важный эффект в молекулярной и атомной спектроскопии, а также в физике конденсированного состояния мезоскопических устройств.

## Мезоскопика
Причину можно понять, описав проводимость в металлах как классическое явление с квантовыми эффектами, которые все встроены в подвижность, которую можно вычислить квантово-механически, как также происходит с сопротивлением, которое можно рассматривать как эффект рассеяния электронов проводимости. Когда температура понижается и размеры устройства значительно уменьшаются, это классическое поведение должно исчезнуть, и законы квантовой механики должны управлять поведением проводящих электронов, рассматриваемых как волны, которые движутся баллистически внутри проводника без какой-либо диссипации. Чаще всего именно это и наблюдают. тем не менее обнаружилось, что так называемое время дефазировки, то есть время, которое требуется проводящим электронам, чтобы потерять свое квантовое поведение, становится конечным, а не бесконечным, когда температура приближается к нулю в мезоскопических устройствах, что противоречит ожиданиям теории Бориса Альтшулера, Аркадий Аронов и Давид Э. Хмельницкий. Такое насыщение времени дефазировки при низких температурах является открытой проблемой, даже несмотря на то, что было выдвинуто несколько предложений.

## Спектроскопия
Когерентность образца объясняется недиагональными элементами матрицы плотности. Внешнее электрическое или магнитное поле может создать когерентность между двумя квантовыми состояниями в образце, если частота соответствует энергетической щели между двумя состояниями. Влияние когерентности затухает со временем из-за сбоя фазы или спин-спиновой релаксации, T2.
После создания когерентности в образце светом образец излучает волну поляризации, частота которой равна частоте падающего света, а фаза инвертируется относительно фазы падающего света. Кроме того, образец возбуждается падающим светом и генерируется молекулы в возбужденном состоянии. Свет, проходящий через образец, поглощается из-за этих двух процессов, и это выражается в спектре поглощения. Когерентность спадает с постоянной времени T2, и интенсивность волны поляризации уменьшается. Население возбужденного состояния также убывает с постоянной времени продольной релаксации T1. Постоянная времени T2 обычно намного меньше, чем T1, и ширина полосы спектра поглощения связана с этими постоянными времени через преобразование Фурье, поэтому постоянная времени T2 является основным фактором, влияющим на ширину полосы. Постоянная времени T2 была измерена непосредственно с помощью сверхбыстрой спектроскопии с временным разрешением, например, в экспериментах с фотонным эхом.

## Рекомендации
1. ↑  Altshuler, B L (30 декабря 1982). Effects of electron-electron collisions with small energy transfers on quantum localisation. Journal of Physics C: Solid State Physics. 15 (36): 7367–7386. Bibcode:1982JPhC...15.7367A. doi:10.1088/0022-3719/15/36/018. ISSN 0022-3719.